# Gerdiella alvesi
Gerdiella alvesi is een slakkensoort uit de familie van de Cancellariidae. De wetenschappelijke naam van de soort is voor het eerst geldig gepubliceerd in 2007 door Lima, Barros & Petit.